# Unione Sportiva Palermo 1949-1950
Questa voce raccoglie le informazioni riguardanti l'Unione Sportiva Palermo nelle competizioni ufficiali della stagione 1949-1950.

## Stagione
Per questa nuova stagione e per la prima volta nella sua storia, il Palermo si raduna per un ritiro estivo precampionato, che si svolge ad Enna.
Nel secondo anno di Serie A la squadra arriva al 13º posto.
In questo campionato di massima categoria viene realizzato il record di vittorie casalinghe consecutive (6), rimasto imbattuto per sessant'anni, fino alla stagione 2009-2010. Ad inizio annata, la squadra ottenne anche il record delle vittorie casalinghe consecutive già dall'avvio del torneo, ottenendo una striscia di quattro successi contro Genoa (3-2), Bologna (2-1), Bari (2-0) e Roma (3-0), primato superato sessantadue anni dopo, nella stagione 2011-2012.

## Organigramma societario
Area direttiva
- Presidente: Giuseppe Guazzardella

Area tecnica
- Allenatore: Giuseppe Viani

## Rosa
| N. |                   | Ruolo | Calciatore           |
| -- | ----------------- | ----- | -------------------- |
|    | Italia (bandiera) | P     | Vittorio Masci       |
|    | Italia (bandiera) | P     | Luigi Pendibene      |
|    | Italia (bandiera) | D     | Gino Giaroli         |
|    | Italia (bandiera) | D     | Ferruccio Santamaria |
|    | Italia (bandiera) | D     | Mario Boldi          |
|    | Italia (bandiera) | D     | Enrico Boniforti     |
|    | Italia (bandiera) | C     | Aredio Gimona        |
|    | Italia (bandiera) | C     | Andrea Milani        |
|    | Italia (bandiera) | C     | Carlo Galli          |
|    | Italia (bandiera) | C     | Luigi Fuin           |

| N. |                           | Ruolo | Calciatore              |
| -- | ------------------------- | ----- | ----------------------- |
|    | Italia (bandiera)         | C     | Eliseo Lodi             |
|    | Italia (bandiera)         | C     | Franco Moretti          |
|    | Italia (bandiera)         | C     | Gaetano Conti           |
|    | Cecoslovacchia (bandiera) | A     | Čestmír Vycpálek        |
|    | Italia (bandiera)         | A     | Andrea Marzani          |
|    | Italia (bandiera)         | A     | Dante Di Maso           |
|    | Italia (bandiera)         | A     | Pietro De Santis        |
|    | Italia (bandiera)         | A     | Mario Torti             |
|    | Italia (bandiera)         | A     | Aurelio Pavesi De Marco |
|    | Italia (bandiera)         | A     | Giuseppe Candurra       |

## Risultati

### Serie A

#### Girone di andata
| 11 settembre 1949 1ª giornata | Como | 1 – 0 | Palermo |  |

| 18 settembre 1949 2ª giornata | Padova | 2 – 1 | Palermo |  |

| 25 settembre 1949 3ª giornata | Palermo | 3 – 2 | Genoa |  |

| 2 ottobre 1949 4ª giornata | Palermo | 2 – 1 | Bologna |  |

| 9 ottobre 1949 5ª giornata | Lucchese | 2 – 1 | Palermo |  |

| 16 ottobre 1949 6ª giornata | Milan | 4 – 1 | Palermo |  |

| 20 ottobre 1949 7ª giornata | Palermo | 2 – 0 | Bari |  |

| 23 ottobre 1949 8ª giornata | Palermo | 3 – 0 | Roma |  |

| 30 ottobre 1949 9ª giornata | Venezia | 1 – 1 | Palermo |  |

| 6 novembre 1949 10ª giornata | Sampdoria | 4 – 0 | Palermo |  |

| 13 novembre 1949 11ª giornata | Palermo | 0 – 2 | Triestina |  |

| 20 novembre 1949 12ª giornata | Palermo | 4 – 2 | Inter |  |

| 4 dicembre 1949 13ª giornata | Juventus | 6 – 2 | Palermo |  |

| 8 dicembre 1949 14ª giornata | Pro Patria | 2 – 0 | Palermo |  |

| 11 dicembre 1949 15ª giornata | Atalanta | 3 – 0 | Palermo |  |

| 18 dicembre 1949 16ª giornata | Palermo | 2 – 1 | Lazio |  |

| 26 dicembre 1949 17ª giornata | Fiorentina | 0 – 0 | Palermo |  |

| 1º gennaio 1950 18ª giornata | Palermo | 2 – 1 | Torino |  |

| 8 gennaio 1950 19ª giornata | Palermo | 3 – 1 | Novara |  |

#### Girone di ritorno
| 15 gennaio 1950 20ª giornata | Palermo | 3 – 2 | Como |  |

| 22 gennaio 1950 21ª giornata | Palermo | 3 – 0 | Padova |  |

| 29 gennaio 1950 22ª giornata | Genoa | 1 – 0 | Palermo |  |

| 5 febbraio 1950 23ª giornata | Bologna | 1 – 1 | Palermo |  |

| 12 febbraio 1950 24ª giornata | Palermo | 1 – 1 | Lucchese |  |

| 19 febbraio 1950 25ª giornata | Palermo | 0 – 1 | Milan |  |

| 23 febbraio 1950 26ª giornata | Bari | 1 – 2 | Palermo |  |

| 5 marzo 1950 27ª giornata | Roma | 2 – 1 | Palermo |  |

| 12 marzo 1950 28ª giornata | Palermo | 1 – 0 | Venezia |  |

| 19 marzo 1950 29ª giornata | Palermo | 2 – 3 | Sampdoria |  |

| 26 marzo 1950 30ª giornata | Triestina | 1 – 0 | Palermo |  |

| 9 aprile 1950 31ª giornata | Inter | 1 – 1 | Palermo |  |

| 16 aprile 1950 32ª giornata | Palermo | 0 – 0 | Juventus |  |

| 23 aprile 1950 33ª giornata | Palermo | 0 – 0 | Pro Patria |  |

| 30 aprile 1950 34ª giornata | Palermo | 3 – 2 | Atalanta |  |

| 7 maggio 1950 35ª giornata | Lazio | 5 – 0 | Palermo |  |

| 14 maggio 1950 36ª giornata | Palermo | 0 – 1 | Fiorentina |  |

| 21 maggio 1950 37ª giornata | Torino | 5 – 1 | Palermo |  |

| 28 maggio 1950 38ª giornata | Novara | 2 – 1 | Palermo |  |

## Statistiche

### Statistiche di squadra
| Competizione | Punti | In casa | In casa | In casa | In casa | In casa | In casa | In trasferta | In trasferta | In trasferta | In trasferta | In trasferta | In trasferta | Totale | Totale | Totale | Totale | Totale | Totale | DR  |
| Competizione | Punti | G       | V       | N       | P       | Gf      | Gs      | G            | V            | N            | P            | Gf           | Gs           | G      | V      | N      | P      | Gf     | Gs     | DR  |
| ------------ | ----- | ------- | ------- | ------- | ------- | ------- | ------- | ------------ | ------------ | ------------ | ------------ | ------------ | ------------ | ------ | ------ | ------ | ------ | ------ | ------ | --- |
| Serie A      | 33    | 19      | 12      | 3       | 4       | 34      | 20      | 19           | 1            | 4            | 14           | 13           | 44           | 38     | 13     | 7      | 18     | 47     | 64     | -17 |

### Statistiche dei giocatori
| Giocatore          | Serie A  | Serie A |
| Giocatore          | Presenze | Reti    |
| ------------------ | -------- | ------- |
| M. Boldi           | 30       | 0       |
| E. Boniforti       | 6        | 0       |
| G. Candurra        | 1        | 0       |
| G. Conti           | 5        | 0       |
| P. De Santis       | 28       | 8       |
| D. Di Maso         | 30       | 10      |
| L. Fuin            | 19       | 0       |
| C. Galli           | 21       | 8       |
| G. Giaroli         | 32       | 1       |
| A. Gimona          | 27       | 4       |
| E. Lodi            | 33       | 0       |
| A. Marzani         | 21       | 4       |
| V. Masci           | 31       | -43     |
| A. Milani          | 26       | 1       |
| F. Moretti         | 29       | 0       |
| A. Pavesi De Marco | 1        | 0       |
| L. Pendibene       | 7        | -19     |
| F. Santamaria      | 34       | 0       |
| M. Torti           | 6        | 0       |
| C. Vycpalek        | 31       | 10      |